# Юннанозоон
Юннанозоон, или юньнанозоон (лат. Yunnanozoon, от Юньнань и др.-греч. ζῷον (zôion), буквально — животное Юньнаня), — род вымерших вторичноротых, ископаемые остатки которых найдены в нижнекембрийских (520—516 млн лет назад) маотяньшаньских сланцах провинции Юньнань (Китай). В род включают единственный вид — Yunnanozoon lividum, видовое название которого означает «багровый».

## Систематика
В некоторых источниках считается, что юннанозоон — близкое к бесчерепным животное, в других его причисляют к полухордовым. Предполагается также тесная связь между этим родом и ветуликолиями.
Tian et al. (2022) описали новые экземпляры юннанозоона, которые были изучены ими с помощью рентгеновского микротомографа и других современных технологий. В результате палеонтологам удалось обосновать наличие у этого животного развитого жаберного скелета из клеточного хряща и внеклеточного микрофибриллярного матрикса, как у позвоночных. По мнению авторов работы, описанные ими особенности строения свидетельствуют о принадлежности юннанозоона к стволовой группе позвоночных. В заголовке комментария к исследованию, который был опубликован в том же выпуске Science, Miyashita назвал юннанозоона «арко-типичным» позвоночным.

## Описание
Юннанозоон аналогичен по форме хайкоуэлле, которая почти наверняка принадлежит к хордовым. Тем не менее, заметны анатомические отличия от хайкоуэллы, в том числе меньший размер желудка и значительно большие (1 мм) глоточные зубы. Неизвестно, были ли у юннанозоона сердце, жабры и другие органы, заметные в хорошо сохранившихся экземплярах хайкоуэллы. Этот род также напоминает среднекембрийское хордовое пикайю из сланцев Берджес в Британской Колумбии (Канада). У последней обнаружены тринадцать пар симметрично расположенных гонад и, вероятно, жаберные щели.